# Mauborget
Mauborget es una comuna suiza del cantón de Vaud, situada en el distrito de Jura-Nord vaudois. Limita al norte con la comuna de Val-de-Travers (NE), al este y sureste con Tévenon, y al suroeste y oeste con Fontaines-sur-Grandson.
La comuna hizo parte hasta el 31 de diciembre de 2007 del distrito de Grandson, círculo de Grandson.